# West End Girls
"West End Girls" é uma canção da dupla inglesa de música eletrônica Pet Shop Boys, tendo sido seu primeiro single. Escrita por Neil Tennant e Chris Lowe, a canção foi lançada duas vezes como single.
Considerada uma novidade na época, especialmente se tratando da sonoridade "padrão" de um hit single em contraste com a origem underground da faixa, a canção foi um destaque entre muitas, tornando-se um sucesso global. Com "West End Girls", juntamente a muitos de seus próximos singles, a dupla demonstrou uma grande habilidade em conseguir mesclar comentários político-sociais (e sátiras políticas) ao som eletrônico. A canção é uma demonstração inicial da forma inteligente que os Pet Shop Boys criam música pop como um comentário acerca do momento cultural vigente.
Apesar de sua letra ter sido inicialmente pensada como uma variante britânica do rap, sendo influenciada pelo hip hop, a versão final lançada é mais uma mistura do som eletrônico do hi-NRG, com influências da "música gay" e, ainda, o próprio hip hop, porém num tom mais "ambiente" e sofisticado do que puramente música para pista de dança. A letra de "West End Girls" foi parcialmente influenciada pelo poema The Waste Land, de T. S. Eliot, tratando de questões de classe e as pressões da vida no centro da cidade. Todavia, os próprios compositores explicam que a música "É sobre sexo. É paranoico. Ao mesmo tempo [...] é sobre escapar na cidade à noite, o que é meio que uma representação do prazer."
Sendo inicialmente produzida junto a Bobby Orlando e lançada pela Columbia Records (com gravação em abril de 1984), ela logo se tornou um sucesso underground em clubes musicais nos Estados Unidos. Pouco depois, começou a aparecer e se tornar um sucesso também na Europa, em países como França e Bélgica. Mas só em outubro de 1985, "West End Girls" veio a ser lançada em sua versão final após uma regravação com o produtor Stephen Hague e a dupla ter assinado com a EMI. Essa segunda versão, que é a mais reconhecida, foi lançada no primeiro álbum de estúdio da dupla, Please (1986).
A canção é reconhecida como uma das maiores canções da história da música britânica (sendo eleita a melhor canção a atingir a 1ª posição da principal tabela musical do Reino Unido), além de destaque na carreira dos Pet Shop Boys.
Em 1987, a música ganhou a categoria de Melhor Música no Brit Awards, além de Melhor Hit Internacional no Ivor Novello Awards. Em 2005, vinte anos após o seu lançamento, a canção foi premiada como "Música da Década entre os anos de 1985 e 1994" pela Academia Britânica de Compositores e Liricistas. Em 2015, a música foi eleita pelo público britânico como a 12ª música favorita entre as músicas dos anos 1980 em uma votação da ITV. Em 2012, a canção foi apresentada pelos Pet Shop Boys na cerimônia de encerramento dos Jogos Olímpicos de Verão e, em 2013, incluída como parte da trilha sonora do jogo eletrônico Grand Theft Auto V.

## Antecedentes e lançamento

### O surgimento de "West End Girls"
Antes de fundar, juntamente a Chris Lowe, os Pet Shop Boys, Neil Tennant era um crítico musical que editava a revista britânica Smash Hits. Ou seja, como enorme conhecedor da música pop e com uma grande experiência sobre diferentes sons já ouvidos (não só da sua terra natal, mas ao redor do mundo), Tennant pôde acrescentar todo seu conhecimento na produção de suas futuras músicas com seu parceiro musical. A letra de West End Girls, neste caso, surgiu no início de 1983. Em entrevista ao The Guardian, Tennant diz que as linhas de abertura ("Às vezes você se sai melhor morto / Tem uma arma na sua mão e ela está apontando pra sua cabeça") surgiram em sua cabeça logo antes de ir dormir, escrevendo-as logo em seguida num papel. Essa inspiração em específico veio de um filme de gângster que ele assistiu junto ao primo. Quando ele retornou a Londres, escreveu um "rap" em cima daquelas linhas. Nesse período, Chris e Neil costumavam fazer demos num pequeno estúdio próximo da estrada Camden. Quando chegou ao estúdio, certo dia, envergonhadamente mostrou ao seus colegas sua criação: "Escrevi esse rap!". Felizmente, a recepção foi bem positiva. Tempos após esse primeiro momento, ambos escreveram um instrumental inicial para a letra. A linha de baixo foi feita por Lowe, em Mi.
A dupla era bastante interessada no trabalho do produtor estadunidense Bobby Orlando, o que os fez entrar em contato com o mesmo ainda em 1983 para que pudessem agendar um momento para trabalhar em "West End Girls" e outras canções.

### Versão de Bobby Orlando (1984)
Chegando ao estúdio, em 1984, Bobby O tinha programado o padrão das batidas de "Billie Jean". Lowe começou a tocar junto e Tennant trouxe alguns acordes pro momento. O encontro se deu em Nova Iorque, e o instrumental foi gravado ao vivo numa fita. Logo depois, Tennant gravou a primeira versão dos vocais. Uma assistente de engenheiro que estava no local elogiou a voz do vocalista, dizendo que "A sua voz é tão boa de ouvir!". Nessa mesma sessão, que durou uma hora e meia, eles gravaram mais três canções. Retornando para Londres, Tennant tocou as três últimas faixas gravadas, mas teve vergonha de "West End Girls". Ainda assim, após a aprovação e boa recepção da canção, a faixa foi lançada em abril de 1984 pela gravadora Bobcat, subsidiária da Columbia Records. Ela pouco a pouco se tornou um hit underground em Los Angeles e São Francisco e, em seguida, teve sucesso moderado na Bélgica e França. Até 1985, essa versão só estava disponível no Reino Unido como um importado de 12". Em março de 1985, depois de grandes negociações e batalhas judiciais, as relações contratuais existentes entre a dupla e Orlando foram quebradas. A partir desse momento, os Pet Shop Boys contrataram o empresário Tom Watkins para gerir sua carreira, assinado logo em seguida com a EMI. Devido a problemas com o antigo contrato, não puderam lançar a versão original de "West End Girls", o que os levou à regravação da canção naquele mesmo ano.

### Versão de Stephen Hague (1985)
A regravação surgiu com o produtor Stephen Hague. A ideia inicial ao trabalhar com ele era que a faixa tivesse um tom fílmico. Nisso, a versão de Hague traz um aspecto de film noir para a introdução, com sons de passos na rua logo no início (além da buzina de um carro). A faixa teve a adição de mais sons ambiente e "barulhos" incidentais. Tinha-se a ideia de trazer sons reais para a música, como gravar o tráfico de uma rua movimentada. A versão de Hague conta com vocais femininos de fundo, diferentemente da primeira versão. Há um solo de trompete, que foi tocado por Hague com um emulador utilizando um sample de trompete.
Essa versão foi lançado como single em outubro de 1985, subindo nas tabelas musicais lentamente. Em 1986, fez parte do primeiro LP da dupla, o Please.

## Composição e aspectos da produção
"West End Girls" se caracteriza como uma faixa de synth-pop. Ela possui influências do hip hop, mais especificamente em sua composição, que simula um rap. A produção pode ser descrita como "sombria", mas ainda possui um som requintado e sofisticado, especialmente se comparada à versão original de Bobby Orlando, se demonstrando mais "polida". A faixa foi um destaque no período, marcando uma nova geração no synth-pop e na música pop como um todo, pois destoava da maior parte do que tocava na rádio no momento. Em um período onde Culture Club, Frankie Goes to Hollywood, Spandau Ballet e Duran Duran haviam alcançado seus auges, "West End Girls" trouxe um novo gosto para a música popular. Representou, de fato, uma transformação.
A produção se apresenta em camadas e muitos efeitos sonoros. Traz uma batida orgânica e uma ambientação muito mais "nebulosa". Nos vocais, Tennant traz uma performance num formato que mais se assemelha a uma narração do que puro rap. Durante a letra são descritas cenas de paixão, admiração e desgosto. Há um senso de mistério e, especialmente levando em conta a fórmula tradicional de música pop, além do levantamento das produções daquele mesmo ano, a faixa soa um pouco "fora do lugar", algo diferente da maior parte dos hits do período.
Tennant revela que a letra "Era pra ser sobre classes, sobre caras brutos ficando um pouco elegantes. São opostos - oeste/leste, classes baixas/altas, ricos/pobres, trabalho/diversão. E é sobre a ideia de escape". Há várias referências à localização do West End e East End em Londres. Sem contar as referências geográficas e históricas, das quais Tennant complementa "Sempre me interessei pela história russa, então a ideia era que a canção fosse do Oeste pro Leste, do Lago Geneva até a Estação da Finlândia, que é a rota história feita pelo Lenin num trem." Numa nota contextual, o trecho "Do Lago Geneva até a Estação da Finlândia" se refere a uma rota de trem que foi feita por Lênin no retorno à Russia de 1917 durante a Primeira Guerra Mundial, um ponto marcante da Revolução Russa. Por ter formação como historiador, muito provavelmente Tennant se inspirou no livro "To the Finland Station", de Edmund Wilson, um trabalho famoso sobre a história do pensamento revolucionário e socialismo. Esse tipo de referência se tornaria notável em várias das letras futuras da dupla, como em "My October Symphony", do álbum Behaviour (1990).
Em detalhe adicional, a letra original da canção também continha uma brincadeira em rima sobre o líder soviético Josef Stalin, mas que foi removida na regravação.
A letra de "West End Girls" também foi influenciada, de certa forma, pelo poema The Waste Land, de T. S. Eliot, que trata de questões de classe e sobre as pressões da vida no centro da cidade. Ainda assim, os compositores também dão a interpretação de que a música "É sobre sexo. É paranoico. Ao mesmo tempo [...] é sobre escapar na cidade à noite, o que é meio que uma representação do prazer."

## Recepção da crítica
A canção tem sido majoritariamente bem recebida pelos críticos musicais. Stephen Thomas Erlewine, do Allmusic, chamou a música de "hipnótica" em um review do disco Please, adicionando que "não é só uma música clássica de dance, como uma canção pop clássica". Numa resenha para o segundo álbum de estúdio da dupla, o Actually (1987), Rob Hoerburger da Rolling Stone comentou que "West End Girls" era "tão pegajosa como qualquer coisa na rádio em 86", aclamando "sua linha de baixo tentadora e ansiosos riffs de sintetizador", mas que sente que ela tinha sido quase "esvaziada pelas irritantes partes faladas e a postura misteriosa das letras da dupla". Numa resenha do disco ao vivo Concrete, Michael Hubbard do musicOMH disse que "West End Girls" era uma das músicas que "rodeava uma coleção [de músicas] que nunca são tão longas ou irrelevantes", acrescentando que "[a música] coloca Tennant e Lowe como tesouros nacionais".
Nitsuh Abebe da Pitchfork, numa resenha da compilação PopArt, dos Pet Shop Boys, comentou que na canção "nós conhecemos Tennant não como cantor, mas como narrador", adicionando que "ele murmura os versos para nós não como uma estrela, mas como um estranho numa capa de chuva, te acompanhando e apontando para as vistas."
Em 1987, "West End Girls" venceu a categoria de Melhor Single no Brit Awards, além de Melhor Hit Internacional no Ivor Novello Awards. Em 2005, a Academia Britânica de Compositores e Liricistas deu a West End Girls o prêmio Ivor Novello de "Música da Década entre os anos de 1985 e 1994".
Em 2015, a canção foi votada pelo público britânico como entre as favoritas da nação numa pesquisa feita para a ITV. Em 2020, o jornal The Guardian selecionou "West End Girls" como número 1 numa pesquisa entre críticos que decidiu as 100 maiores canções que foram número um no Reino Unido.

## Presença em "Selva de Pedra Internacional" (1986)
No Brasil, a canção foi incluída na trilha sonora internacional do remake de "Selva de Pedra" exibida pela TV Globo em 1986.A canção estava presente no LP e no Cassete da novela, lançado pela Somlivre, ocupando a posição "6", após Yes de Tim Moore e antes de Only love de Nana Mouskouri.